# Peter Gilmore
John Peter Gilmore, né le 25 août 1931 à Leipzig et mort le 3 février 2013 à Londres, est un acteur britannique, principalement connu pour le rôle de capitaine James Onedin dans la série télévisée dramatique La Grande Aventure de James Onedin (The Onedin Line) diffusée sur la BBC de 1971 à 1980,,.

## Biographie
Fils d'un représentant de commerce, Gilmore naît à Leipzig. À l'âge de six ans, il est envoyé en Angleterre chez un de ses proches parents. Il grandit à Nunthorpe, dans le Yorkshire du Nord et suit une scolarité à Friend's School dans la banlieue de Great Ayton. Il quitte l'école à l'âge de quatorze ans et s'installe à Londres où il travaille à l'usine. Il est admis à la Royal Academy of Dramatic Art, mais en est renvoyé au bout de deux semestres. Après avoir effectué son service militaire en 1950-1952, il tente de s'insérer dans l'univers artistique. On le remarque notamment dans les comédies musicales comme Lock Up Your Daughters (1959) et dans l'un des rôles principaux dans Follow That Girl adaptée par Julian Slade et Dorothy Reynolds de leur production de Bristol Old Vic Christmas in King Street (Vaudeville Theatre, 1960). À la télévision, il apparait dans onze épisodes de la série comique Carry On entre 1963 et 1992. Entre-temps, une certaine notoriété lui vient grâce à sa performance dans The Onedin Line dont l'action se passe à la fin du XIXe siècle. Il contribue à renforcer l'amalgame avec son personnage de loup de mer, en enregistrant, en 1974, un album-solo Songs Of The Sea. Son second album-solo Peter Gilmore Sings Gently sort en 1977. Plus tard, on le voit dans l'épisode Frontios de la série de science-fiction Doctor Who et dans l'épisode The Frighteners de HeartBeat diffusée sur l'ABC (1988-1989). Il apparait pour la dernière fois à l'écran dans On Dangerous Ground adapté du thriller de Jack Higgins par Rob Lowe en 1996 .
Au cinéma, il tourne régulièrement sans jamais connaitre une vraie célébrité.
L'artiste réside dans la banlieue londonienne de Barnes. Il meurt après une longue maladie le 3 février 2013.

## Filmographie partielle

### Cinéma
- 1964 : Arrête ton char Cléo (Carry on Cleo) de Gerald Thomas
- 1968 : Carry On... Up the Khyber (Carry On... Up the Khyber or The British Position in India) de Gerald Thomas : Ginger Hale
- 1969 : Ah Dieu ! Que la guerre est jolie (Oh! What a Lovely War) de Richard Attenborough : Burgess
- 1970 : L'Inceste (My Lover My Son) de John Newland : Barman
- 1971 : L'Abominable Docteur Phibes (The Abominable Dr. Phibes) de Robert Fuest : Dr Kitaj
- 1971 : Carry on Henry de Gerald Thomas : King Francis of France
- 1978 : Les Sept Cités d'Atlantis (Warlords of Atlantis) de Kevin Connor : Charles Aitken
- 1987 : The Lonely Passion of Judith Hearne de Jack Clayton : Kevin O'Neill

### Télévision
- 1971 : La Grande Aventure de James Onedin (The Onedin Line) de Cyril Abraham : James Onedin
- 1984 : Frontios de Ron Jones : Brazen